# Правда (Лодзинське воєводство)
Правда (пол. Prawda) — село в Польщі, у гміні Жґув Лодзький-Східного повіту Лодзинського воєводства.
Населення — 239 осіб (2011).

## Демографія
Демографічна структура станом на 31 березня 2011 року:
|          | Загалом | Допрацездатний вік | Працездатний вік | Постпрацездатний вік |
| -------- | ------- | ------------------ | ---------------- | -------------------- |
| Чоловіки | 121     | 19                 | 89               | 13                   |
| Жінки    | 118     | 27                 | 59               | 32                   |
| Разом    | 239     | 46                 | 148              | 45                   |